# السورث (كامبريدجشير)
السورث (بالإنجليزية: Elsworth)‏ هي قرية و أبرشية مدنية تقع في المملكة المتحدة في إنجلترا. يقدر عدد سكانها بـ 657 نسمة .